# Aphanocalyx margininervatus
Aphanocalyx margininervatus är en ärtväxtart som beskrevs av J.Leonard. Aphanocalyx margininervatus ingår i släktet Aphanocalyx och familjen ärtväxter. Inga underarter finns listade i Catalogue of Life.